# Lindleyalis
Lindleyalis là một chi thực vật có hoa trong họ, Orchidaceae.